# Teatrul Tineretului din Piatra Neamț
Teatrul Tineretului este o importantă instituție culturală din Piatra Neamț, județul Neamț, situată în Piața Ștefan cel Mare nr. 1. Actualul director (din 2017) al teatrului este regizorul-dramaturg și scriitoarea Gianina Cărbunariu, originară din Piatra Neamț.

## Istoric
În 1881, prin grija și strădania lui Gheorghe Liciu-Caia, apare primul teatru la Piatra Neamț, care se va numi mai târziu „Teatrul Român”, iar apoi „Teatrul Roxy”, fiind amplasat pe locul actualului parc Ștefan Cel Mare. Aici au dat reprezentații trupa Fani-Tardini din Galați (1876), trupa Pechea Alexandrescu din Iași, (1880), iar mai târziu trupa Teatrului Național din București, în frunte cu Aristizza Romanescu și Iancu Brezeanu.
Clădirea Teatrului Tineretului a fost construită între anii 1929–1947 (proiectant arhitect F.E. Droz, antrepriza Carol Zane).
Petru Lalu, G. Măcărescu și N. Ioaniu, intelectuali și primari ai orașului, au fost autorii proiectului de construire a „Teatrului Național din Piatra Neamț”. După alte surse, construcția Teatrului Național, astăzi Teatrul Tineretului, a fost începută în 1930[B] și l-a avut ca arhitect pe Roger H. Bolomey (născut la Broșteni, dintr-o familie de origine elvețiană) și același antreprenor, Carol Zane . Inaugurarea noului edificiu va avea loc la 24 octombrie 1942. 
La început clădirea a fost închiriată, prin licitație, Cooperativei Munca și apoi lui Moise Kanner. Ea servea, în special, proiecțiilor de filme (Cinematograful Trianon). În 1958 se reamenajează interiorul pentru a fi funcțional scopului inițial. Din 1959 sunt prezentate primele premiere teatrale.
În 1958 s-a înființat secția din Piatra Neamț a Teatrului de Stat din Bacău, cu absolvenți ai IATC, promoțiile 1957 și 1958: Leopoldina Bălănuță, Florin Piersic, Cosma Brașoveanu, Virgil Marsellos, Dumitru Chesa, Atena Zahariade, Ica Matache, Zoe Muscan. 
Primul spectacol a avut loc pe 3 octombrie 1958: Vicleniile lui Scapin, de Molière, regia David Esrig; în distribuție: Leopoldina Bălănuță, Florin Piersic, Radu Voicescu, Cosma Brașoveanu, Dumitru Chesa, Gheorghe Popovici Poenaru, George Motoi, Atena Zahariade, Zoe Muscan. În 1961, prin Decretul 1434 din 8 iunie, Consiliul de Miniștri dispune înființarea Teatrului de Stat din Piatra Neamț. În 1967 teatrul își schimbă titulatura, devenind Teatrul Tineretului din Piatra Neamț.
Clădirea este înscrisă pe lista monumentelor istorice din județul Neamț, cod LMI NT-II-m-B-10572.

## Directori
- Paul Varduca (august 1958 – ianuarie 1959) – director, șef al Secției Piatra Neamț
- Ion Coman (august 1961 – august 1965) – director al Teatrului de Stat Piatra Neamț
- Ion Coman (august 1965 – decembrie 1969) – director al Teatrului Tineretului Piatra Neamț
- Eduard Covali (decembrie 1969 – martie 1975)
- Emil Mandric (martie 1975 – noiembrie 1979)
- Gheorghe Bunghez (decembrie 1980 – martie 1986)
- Cornel Nicoară (martie 1986 – ianuarie 1989)
- Mircea Zaharia (ianuarie 1989 – noiembrie 1991)
- Nicolae Scarlat (noiembrie 1991 – septembrie 1995)
- Corneliu-Dan Borcia (septembrie 1995 – august 2001)
- Cornel Nicoară (septembrie 2001 – mai 2006)
- Liviu Timuș (septembrie 2006 – mai 2017)
- Gianina Cărbunariu (mai 2017 – 8 iulie 2024)
- Radu Cristian Macavei (8 iulie 2024 – prezent) – interimar